# 我的拼湊家庭
《我的拼湊家庭》（英語：My Transformed Family）是國立臺北藝術大學電影創作學系畢業作品之一，獲選為台灣公共電視《公視學生劇展》之一。
2011年5月30日台灣時間0時整於台灣公共電視首播30分鐘版本。
此片入圍第十三屆台北電影獎劇情長片類，於2011年7月6日、2011年7月8日播映75分鐘版本。
而且此片受靛影展邀請，於2011年12月4日播映75分鐘版本。

## 主要演員
- 鄭有傑 飾 阿銘，本名劉家銘
- 何以奇 飾 思妤
- 劉品羚 飾 姑姑
- 高美女 飾 阿嬤
- 吳朋奉 飾 三叔
- 松本唯 飾 Midori
- 楊烈 飾 阿銘爸爸

## 演出人員
- 蔡逢原 飾 二叔
- 林素惠 飾 二嬸
- 游東榮 飾 思妤弟弟
- 黃琳雁 飾 思妤弟弟女友
- 江莉涵 飾 阿姨
- 林詩翌 飾 阿銘爸爸小兒子
- 黃婕菲 飾 三嬸
- 許睿恬、許永雯 飾 三叔女兒
- 莫愛芳 飾 外勞
- 林田みちお 飾 日籍頒獎人
- 林尚霖、范中泉、陳春興 飾 日籍評審
- 洪啟訓 飾 日文配音
- 陳良芬 飾 基金會助理
- 陳鈞秉 飾 泊車人員
- 馬東生 飾 醫生
- 吳宜瑾、許瀞文、馬家馨 飾 護士
- 陳宇詰、劉振南、董彥秀、徐國倫 飾 面試候選人

## 劇組人員
- 監製：張朝晟
- 製作人：廖慶松、李道明
- 製作協調：朱慕蓉
- 編劇：劉振南、陳宇詰
- 導演：劉振南
- 製片：徐國倫、吳光武
- 副導：張瑋真、許介亭
- 場記：許勤娩
- 導演組實習生：徐硯怡
- 執行製作/選角：李秀鑾
- 執行製作：馬家馨
- 執行助理：翁玉萍
- 攝影：陳冠豪
- 大助： 黃尚麒
- 攝影助理：林嘉謙、許育綸
- 燈光：許世明
- 燈光助理：陳惠昌、林志豪
- 美術：吳忠憲
- 執行美術：許瀞文
- 美術助理：游東榮、洪淑芬
- 腳本繪製：吳宜瑾
- 錄音：黃宏駿
- 錄音助理：楊維華
- 造型：董彥秀
- 梳化：黃琳雁、李宜靜
- 場務：陳鈞秉
- 電工：劉繼鴻
- 剪接助理：陳宇詰、吳宜瑾
- 對白同步：粱舒婷、王首仁、宋沛瑄
- 聲音設計：沈聖德
- 裝置作品「築霧」：蒲帥成
- 影像合成：吳宜瑾
- 日文對白翻譯：中野冴依子
- 車輛場務器材：永焺影視器材有限公司
- 攝影燈光器材：阿榮企業有限公司
- 後期製作：台北影業股份有限公司

## 音樂
- 《漂流》陳宇詰
- 《Sinking》周莉婷
- 《Tree of Love》賴姿君

## 入圍
- 入選第十三屆台北電影獎【劇情長片】類
- 入選第三十四屆金穗獎【最佳劇情片】獎

## 腳註
1. ↑  【影片介紹】台北電影獎—劇情長片-我的拼湊家庭 My Transformed Family （页面存档备份，存于）2011台北電影節，2011-04-19
2. ↑  靛影展 06 – 我的拼湊家庭 的存檔，存档日期2012-02-06.默契咖啡，2011-11-27

## 外部連結
- 開眼電影《我的拼湊家庭》簡介（繁體中文）